# Abdullah szaúdi király
Abdullah ibn Abdul-Aziz Al Szaúd (arabul: عبد الله بن عبد العزيز آل سعود‎, 1924. augusztus 1. – Rijád, 2015. január 23.) Szaúd-Arábia királya (malik) 2005 és 2015 között. 2005. augusztus 1-én lépett a trónra féltestvére, Fahd halála után.
Fahdhoz hasonlóan, Abdullah is a modern Szaúd-Arábia megalapítójának, Abdul-Aziz ibn Abdul-Rahmannak a fia. Anyja a király nyolcadik felesége, Fahda bint Asi Al Shuraim volt. Abdullah felnőtté válása óta fontos politikai pozíciókat töltött be. Első hivatalát 1961-ben kapta, amikor Mekka polgármestere lett. 1962-ben a Szaúdi Nemzeti Gárda parancsnokává nevezték ki, ezt a pozícióját egészen trónra lépéséig megtartotta. Miniszterhelyettesi pozíciót is betöltött, Fahd 1982-es trónra lépésekor pedig trónörökösnek nyilvánították. Fahd király 1995-ös agyvérzése után gyakorlatilag már ő irányította az országot egy évtizeddel későbbi tényleges örökösödéséig.
Abdullah Szaúd-Arábia hatodik királya volt. Örököseként másik féltestvérét, Szalman ibn Abdul-Azizt nevezte meg. Óvatos reformokkal igyekezett az iszlám szigorú vahhabita irányzatát követő országát modernizálni. Az iszlamista közvélemény nyomására nem engedélyezte, hogy az iraki háború idején az amerikai hadsereg használja szaúdi bázisait. Személyes vagyonát 21 milliárd dollárra becsülték, ő volt a világ harmadik leggazdagabb államfője.

## Élete a trónra lépésig

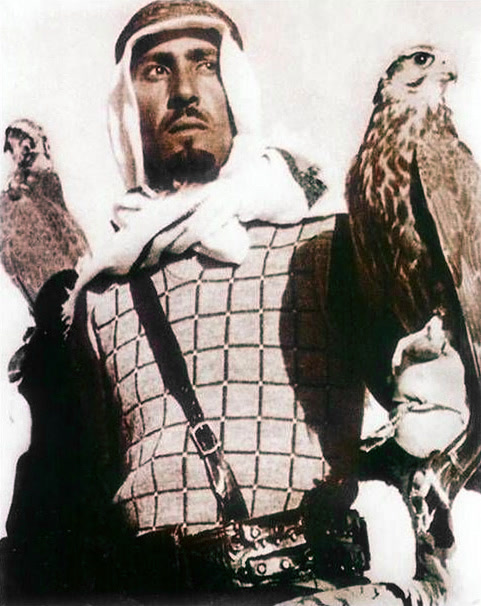
A fiatal herceg solymászás közben

Abdullah 1924. augusztus 1-én született Abdul-Aziz király tizedik fiaként. Anyja – aki a befolyásos Sammar nemzetség vezetőjének, Asi Shuraimnak volt a lánya – meghalt, amikor Abdullah hatéves volt. Állítólag anyai rokonsága és gyermekkori beszédhibája volt az oka, hogy testvéreihez képest csak későn kapott fontos feladatokat
1963-ban a 39 éves Abdullahot kinevezték a Szaúdi Nemzeti Gárda parancsnokává, így megszilárdult a királyi családon belüli helyzete. Az ikhwani főhadiszállású gárdát modern fegyveres erővé fejlesztette. A Nemzeti Gárda 1985-től kezdődően a Janadiriyah fesztivált is szponzorálja, amely az arab törzsi hagyományokat, népi táncokat, teveversenyeket igyekszik fenntartani.
1975 márciusában Khalid király második miniszterelnök-helyettessé nevezte ki Abdullah herceget, amivel a kormányzat harmadik legbefolyásosabb emberévé vált. Kinevezése súrlódásokat is okozott a királyi családban, mert Fahd trónörökös inkább Szultan öccsét látta volna szívesen a poszton. Abdullahra nyomás nehezedett, hogy a kormányzati pozícióért cserébe mondjon le a Nemzeti Gárda parancsnokságáról, amibe azonban nem egyezett bele, nehogy ezzel csorbítsa a tekintélyét. 1979. november végén, amikor szélsőséges iszlámista fegyveresek elfoglalták a mekkai nagymecsetet, éppen hivatalos látogatáson járt Marokkóban. A mecset visszafoglalásáért vívott harcot, amelyben a hadsereg és a Nemzeti Gárdát is részt vett, Abdullah fivérei, Szultán és Najef hercegek irányították. 
1982. június 13-án meghalt Khalid király és Fahd ibn Abdul-Aziz lépett a trónra, a hivatalos trónörökös pedig Abdullah herceg lett. Emellett megtartotta a Nemzeti Gárda parancsnoki posztját. Miután 1995-ben Fahd agyvérzést kapott és cselekvőképtelenné vált, Abdullah herceg a továbbiakban de facto régensként irányította Szaúd-Arábiát.
Abdullah 2001-ben elutasított egy washingtoni meghívást, mert az Egyesült Államok támogatta Izraelt a második palesztin intifáda idején. Az ország gazdaságát nyitottabbá tette, csökkentette a kormányzati kiadásokat és sürgette Szaúd-Arábia felvételét a WTO-ba.
2001 augusztusában hazarendelte a washingtoni nagykövetet, állítólag azért mert a televízióban látta, ahogyan egy izraeli katona brutálisan bántalmaz egy idős palesztin nőt.
Az Arab Liga 2002-es bejrúti találkozóján egy kompromisszumos békekezdeményezéssel, az ún. Abdullah-tervvel állt elő az arab-izraeli konfliktus megoldására.
Az al-Káida robbantásos merényletei után, 2003-ban elhatározta a politikai és vallási szélsőségesek visszaszorítását és megalapította a Nemzeti Párbeszéd szervezetét, amellyel elsősorban a síita kisebbség elleni gyűlöletkeltést kívánta leállítani.

## Szaúd-Arábia királya

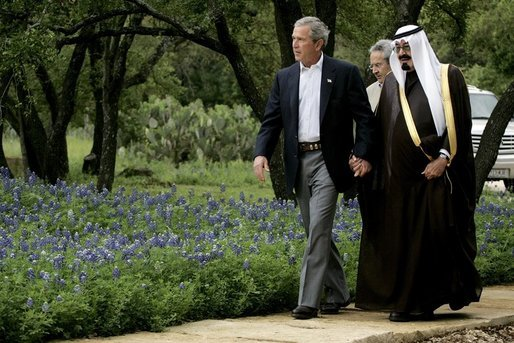
Abdullah király és George W. Bush 2005-ben

Fahd király 2005-ben bekövetkezett halála után Abdullah hivatalosan is átvette az ország irányítását, augusztus 1-én Szaúd-Arábia királya lett.

### Belpolitikája
2005-ben megindítottak egy állami oktatási programot, melynek keretében fiatal szaúdiak nyugati egyetemeken való oktatását támogatták. A program során mintegy 70 000 diák 25 országban való tanulási költségeihez járultak hozzá.
Átstrukturáltatta az ország igazságszolgáltatási rendszerét, lehetővé tette a bírói döntések felülvizsgálatát és a bírák továbbképzését. Támogatásával jött létre az Abdullah király Természettudományi és Műszaki Egyetem, az ország legnagyobb ilyen intézménye. Kormányzata aktívan támogatja az ország gazdaságának diverzifikálását, hogy az olajiparon túl a bányászatra, napenergiára és vallási turizmusra is támaszkodjék.
A király határozottan fellép a terrorizmus támogatóival szemben, a rendőrség számos letartóztatást hajtott végre, amely után a gyanúsítottakat sokszor megkínozzák és elítélésük után nyilvánosan lefejezik.
Egy 2010-es rendelete alapján csak az államilag elismert vallástudósok adhatnak ki fatvát, amivel szintén a radikális iszlamizmust kívánja visszaszorítani.
Hogy megakadályozza az arab tavasz Szaúd-Arábiára való átterjedését, Abdullah király egy 37 milliárd dolláros programot indított a munkanélküli fiatalok segélyezésére, oktatására és lakhatására, valamint egy új sportcsatorna felállítására. 2011 szeptemberében a király megígérte, hogy a 2015-ös helyhatósági választásokon a nők is szavazhatnak majd.
2012 januárjában leváltotta a vallási rendőrség vezetőjét, és egy mérsékeltebb vonalat követő papot nevezett ki a posztra. Ugyanezen az év júliusában bejelentették, hogy a jövőben engedélyezni fogják, hogy nők is indulhassanak az olimpián az ország színeiben. 2013 augusztusában a szaúdi kormány bűncselekménynek nyilvánította a házastársi erőszakot és egy évig terjedő szabadságvesztéssel vagy akár 50 000 riál bírsággal bünteti.

### Külpolitikája

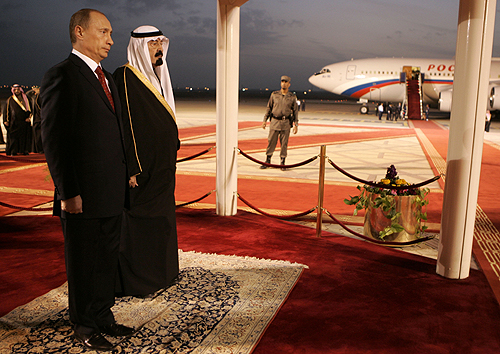
A szaúdi király és Vlagyimir Putyin 2007-ben

Abdullah király 2007 novemberében meglátogatta XVI. Benedek pápát a Vatikánban. Ő volt az első szaúdi uralkodó, aki katolikus egyházfővel találkozott. Egy 2008-as mekkai konferencián felszólította a muszlim vallási vezetőket a többi világvallás képviselőivel való párbeszédre. 2012-ben megkezdte működését a király által kezdeményezett bécsi székhelyű Abdullah ibn Abdul-Aziz király Nemzetközi Központ a Vallások és Kultúrák Közötti Dialógusért szervezet
Szaúd-Arábia 2011-ben kezdeményezte egy arab Közös Piac létrehozását. A külügyminiszter nyilatkozata szerint 2015-re létrehozzák az arab vámuniót és 2017-től a Közös Piacot is. Történtek lépések az arab országok vasútvonalainak és elektromos hálózatainak összekapcsolására is.
A szíriai polgárháborúban a szaúdi királyi család a felkelőket támogatja.
Mivel Szaúd-Arábia az Amerikai Egyesült Államok szövetségese, Abdullah trónörökösként és királyként is számos látogatást tett Washingtonban. Ellenezte Irak 2003-as megtámadását és megtiltotta, hogy a hadműveletekhez felhasználják a szaúdi USA-támaszpontokat.
A király határozottan szemben áll az iráni külpolitikával, és többször tiltakozott az arab országok ügyeibe való beavatkozásuk miatt. A washingtoni nagykövet állítása szerint támogatna egy amerikai csapásmérést az iráni atomprogram leállítására. Abdullah figyelmeztette az Egyesült Államokat, hogy Irán Hezbollah-szerű szervezeteket igyekszik felállítani az afrikai országokban.
Az arab tavasz 2011-es kitörésekor Abdullah szaúdi csapatokat küldött Bahreinbe, az ottani tüntetések elfojtására. Az ország menedéket nyújtott az elűzött tunéziai elnöknek, Zín el-Ábidín ben Alinak.

## Kritikák

A királyi zászló

2003-ban egy amerikai magazin a világ második legrosszabb diktátorának nevezte Abdullahot, elsősorban az országban uralkodó szigorú vahhabita vallási rendszer miatt. Szaúd-Arábiában a saría van érvényben, ami alapján levágják a tolvajok kezét, és megkorbácsolják a részegeket. Halálos ítélet jár drogcsempészetért és boszorkányságért, amelyet általában nyilvános lefejezéssel hajtanak végre. Bár a király tett lépéseket a vallások közötti párbeszédért, országában nem létezik vallásszabadság, és előfordult, hogy síita mekkai zarándokokat tartóztattak le.

## Örököse
Abdullah király örököse féltestvére, Szultan herceg volt, annak 2011-es haláláig. A következő jelölt Nayef herceg volt, ám ő is meghalt 2012-ben. Adbullahot végül az 1935-ös születésű Szalman ibn Abdul-Aziz herceg követte a trónon, 2015-től.

## Családja és személyisége
Abdullah harmincszor házasodott és feleségeitől összesen 35 gyermeke született. Legidősebb fia, Khaled herceg 1992-ig a Nemzeti Gárda nyugati divíziójának vezetője volt. Második fia, Mutaib herceg 2010-től a Nemzeti Gárda parancsnoka. Mishaal herceg Najran tartomány kormányzója. Legkisebb fia 2003-ban született, amikor a király már 79 éves volt.
A király 180 cm magas volt. Jó lovas és lelkes lótenyésztő volt, mintegy 1000 lovat tartott istállóiban.
2012 decemberében a Forbes magazin a világ hetedik legbefolyásosabb személyiségének tartotta, egyetlen arabként az első tíz között. Számos kitüntetés birtokosa volt, többek között az általában katolikusoknak adott Aranygyapjú lovagja is, aminek adományozását többen kritizálták.

## Jótékonysági tevékenysége
2005-ben, még trónra lépése előtt kifizette egy lengyel sziámi ikerpár sebészeti szétválasztásának költségeit, amiért megkapta Janikowo város díszpolgári címét.
Két könyvtárat alapított, egyet Rijádban, a másikat a marokkói Casablancában.
A Katrina hurrikán után 300 000 dollárt adományozott egy New Orleansi középiskola újra felszerelésére.
2008-ban 500 millió dollárral támogatta az ENSZ Világélelmezési Programját.
A 2008-as szecsuani földrengés után 50 millió dollárt és 10 millió dollár értékű élelmiszer-, gyógyszer- és egyéb árusegélyt adományozott a károsultak javára.
2008-ban 10 milliárd dollárral támogatta az Abdullah király Természettudományi és Műszaki Egyetem létrehozását.

## Fordítás
Ez a szócikk részben vagy egészben  az   Abdullah of Saudi Arabia című angol Wikipédia-szócikk ezen változatának fordításán alapul.  Az eredeti cikk szerkesztőit annak laptörténete sorolja fel. Ez a jelzés csupán a megfogalmazás eredetét és a szerzői jogokat jelzi, nem szolgál a cikkben szereplő információk forrásmegjelöléseként.